# Mexicana-Flug 940
Beim Mexicana-Flug 940 vom 31. März 1986 handelte es sich um einen mit einer Boeing 727 der Mexicana mit dem Namen Veracruz durchgeführten Flug, der auf dem Flug von Mexiko-Stadt nach Puerto Vallarta abstürzte. Dabei kamen alle 167 Insassen ums Leben. Es war der folgenschwerste Absturz sowohl einer Boeing 727 als auch in der Geschichte Mexikos.

## Flugzeug
Das Flugzeug war eine knapp 5 Jahre alte Boeing 727-264 (Kennzeichen: XA-MEM, Werknummer: 22414/1748), die mit drei Pratt-&-Whitney-JT8D-17R-Triebwerken ausgestattet war und ihren Erstflug am 5. April 1981 absolvierte.

## Besatzung
Die Besatzung bestand neben den fünf Flugbegleitern aus dem 35-jährigen Kapitän Guadarrama Sixtos, der bereits 15.000 Stunden und 14 Jahre Erfahrung hatte und dessen Frau, Tochter und Sohn ebenfalls an Bord waren, dem 34-jährigen Ersten Offizier Philip L.Piaget Rhorer mit 4 Jahren Erfahrung und dem 29-jährigen Flugingenieur Ángel Carlos Peñasco Espinoza mit 7 Jahren Erfahrung.

## Verlauf
Um 8:40 Uhr hob die Boeing 727 vom Flughafen Mexiko-Stadt für den Flug zum Puerto Vallarta International Airport ab. Dies war der erste Abschnitt des Fluges MX940 zwischen Mexiko-Stadt und Los Angeles, mit je einem Zwischenstopp in Puerto Vallarta und Mazatlán. Als das Flugzeug eine Höhe von 31.000 ft (9450 m) erreichte, wurde es von einer Explosion, die durch das Platzen eines überhitzten Reifens ausgelöst wurde, erschüttert. Die Hydraulik, elektrische Leitungen und Kraftstoffleitungen wurden beschädigt. Außerdem rissen Teile der Vorflügel der linken Tragfläche und des Fahrwerks ab. Es kam zum Druckabfall und ein Feuer brach aus. Die Besatzung erklärte den Notfall und erbat die Rückkehr zum Flughafen Mexiko-Stadt. Dieser bereitete sich auf eine Notlandung vor, doch das Flugzeug stürzte um 9:11 Uhr in den Bergen zwischen den Dörfern Maravatio und El Oro auf einer Höhe von 2740 m ab. Alle 167 Insassen wurden durch den Aufprall getötet.

## Ursache
Die Ermittlungen wurden vom NTSB und den mexikanischen Behörden durchgeführt und ergaben, dass die Reifen mit Luft gefüllt waren anstatt mit Stickstoff und sich die Reifen durch eine Fehlfunktion der Fahrwerksbremsen aufgeheizt hatten. Am Unfalltag platzte einer dieser Reifen und zerstörte durch die Explosion Hydraulik, elektrische Leiter und Kraftstoffleitungen, wodurch das Flugzeug außer Kontrolle in die Berge stürzte. Das Bodenpersonal, das die 727 wartete, wurde für diesen Fehler verantwortlich gemacht.
Vier Tage nach dem Unfall bekannten sich zwei Terrororganisationen aus dem Nahen Osten zu einem Anschlag durch einen Selbstmordattentäter, der sich laut einem anonymen Brief gegen die USA gerichtet hätte. Grund seien die Konfrontationen in Libyen eine Woche zuvor. Zu diesem Zeitpunkt war der Anschlag auf die Diskothek La Belle in Berlin nur noch Stunden entfernt. Dieser angebliche Bombenanschlag wurde jedoch bald als Ursache des Absturzes ausgeschlossen.

## Ähnliche Fälle
- Nigeria-Airways-Flug 2120: Eine Douglas DC-8 stürzte ebenfalls durch Feuer aufgrund von geplatzten Reifen ab.